# Timo Becker (Fußballspieler, 1997)
Timo Becker (* 25. März 1997 in Herten) ist ein deutscher Fußballspieler. Der Innenverteidiger steht beim FC Schalke 04 unter Vertrag.

## Karriere
Becker wechselte 2007 vom SSV Buer 07/28 in die Knappenschmiede des FC Schalke 04. In der B-Jugend schloss er sich Rot-Weiss Essen an, wo er ab März 2016 für die erste Mannschaft in der Regionalliga West eingesetzt wurde. Zur Spielzeit 2019/20 kehrte Becker zum FC Schalke 04 zurück, mit dessen zweiter Mannschaft er ebenfalls in der Regionalliga West spielt. Parallel dazu stand er am 9. November 2019 für das Bundesliga-Spiel gegen Fortuna Düsseldorf erstmals im Profikader und debütierte am 29. November 2019 beim 2:1-Heimsieg gegen den 1. FC Union Berlin. Nach der Spielzeit 2020/21 stieg er mit Schalke in die 2. Bundesliga ab.
In der Saison 2021/22 gehörte Becker unter Dimitrios Grammozis nicht mehr zum Stammpersonal und wurde lediglich 5-mal eingewechselt, ehe er im Dezember 2021 aus dem Profikader gestrichen und in die zweite Mannschaft versetzt wurde. Dort war er zuvor schon parallel zum Einsatz gekommen und lief bis zur Winterpause in insgesamt 7 Regionalligaspielen (ein Tor) auf.
Mitte Januar 2022 wechselte Becker bis zum Saisonende auf Leihbasis zu Schalkes abstiegsgefährdeten Zweitligakonkurrenten Hansa Rostock, mit dem er vorzeitig die Klasse hielt und insgesamt 14 Partien bestritt.
Zur Saison 2022/23 kehrte Becker nicht mehr zum FC Schalke 04 zurück, sondern wechselte innerhalb der 2. Bundesliga zu Holstein Kiel, wo er einen Vertrag mit einer Laufzeit bis zum 30. Juni 2025 unterschrieb.
Zur Saison 2025/26 wechselt Becker zurück zum FC Schalke 04 und unterschrieb dort einen Vertrag bis zum 30. Juni 2029.

## Erfolge
- Aufstieg in die Bundesliga: 2024 (Holstein Kiel)
- Niederrheinpokalsieger: 2016 (Rot-Weiss Essen)